# Cmentarz Partyzancki w Kielcach

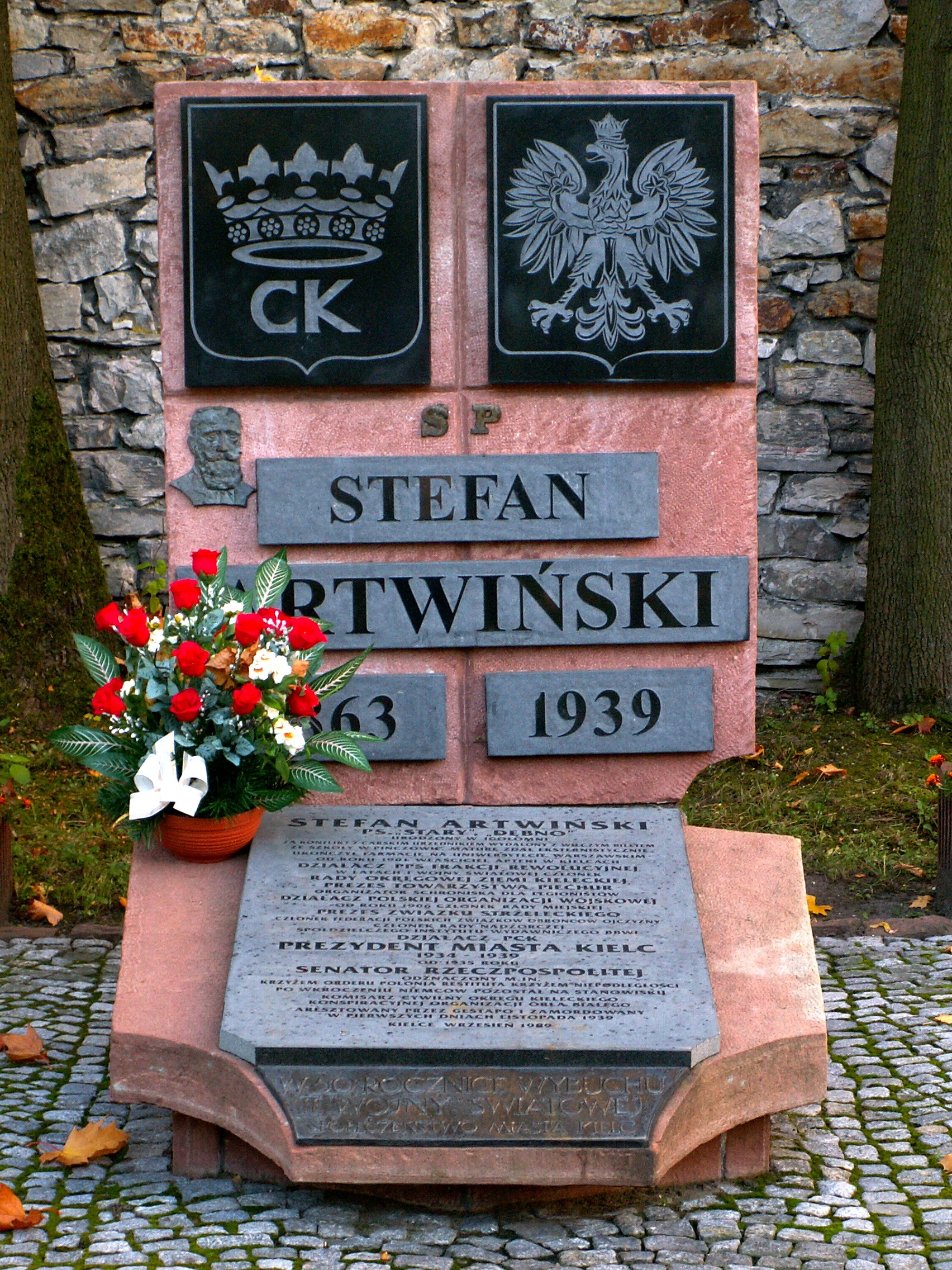
Grób Stefana Artwińskiego na cmentarzu Partyzanckim

Cmentarz Partyzancki w Kielcach – cmentarz położony między ulicami Ściegiennego, Mariana Sołtysiaka „Barabasza” (dawna Gagarina) oraz Kwasa.
Został utworzony zaraz po II wojnie światowej stając się miejscem pochówku zwłok pochodzących z miejsc bitew partyzanckich oraz miejsc masowych egzekucji. Liczy prawie 300 grobów pojedynczych, w których pochowane są m.in. zwłoki partyzantów z oddziałów: „Wybranieccy” kierowanego przez Mariana Sołtysiaka ps. Barabasz, oraz „Ponury” kierowanego przez Jana Piwnika ps. Ponury. Znajdują się tu również groby Polaków rozstrzelanych przez Niemców w październiku 1943 roku w Słowiku, m.in. mogiła płk. dr. Jana Bularskiego ps. Komar. Spoczywają tutaj także ciała harcerzy i ofiar straconych w pokazowych egzekucjach urządzanych przez Niemców. Na cmentarzu są 23 mogiły zbiorowe – miejsca pochówku setek ofiar z miejsc masowych egzekucji – głównie na Stadionie Leśnym na Pakoszu.
Po lewej stronie, zaraz za bramą wejściową cmentarza, stoi grób Stefana Artwińskiego – prezydenta Kielc, który zginął z rąk Gestapo na początku wojny. Postawiony jest także symboliczny grób mjr. Henryka Dobrzańskiego ps. Hubal – dowódcy Oddziału Wydzielonego Kawalerii Wojsk Polskich, który poległ walcząc z Niemcami pod Anielinem k. Opoczna.
Znajdują się tutaj także symboliczne mogiły polskich ofiar prześladowań i morderstw dokonywanych w latach 1939–1989 przez hitlerowców, stalinowców i rodzimych oprawców, Mogiła Katyńska z tablicą upamiętniającą 184 osoby powiązane z miastem, które zostały zamordowane na wschodzie, Krzyż Narodowców – symbol pamięci członków Narodowych Sił Zbrojnych, Stronnictwa Narodowego i jego Narodowej Organizacji Wojskowej oraz Związku Jaszczurczego. Ponadto stoi tu pomnik poświęcony ofiarom niemieckich obozów koncentracyjnych wraz z urną, w której znajdują się prochy ofiar obozu Auschwitz-Birkenau.